# 亞歐姆
亞歐姆（賽夏語：Aomu），是台灣賽夏族傳說中的一名少年，他因為賴床而變成了穿山甲。

## 傳說
亞歐姆生性懶惰、每天早上都會賴床，有天父親要他起床時，他卻鬧彆扭鑽進了床底下並且挖洞藏身，久久都沒有出來，家人們後來才發現他變成一隻穿山甲。

### 其他版本
另外也有說法認為穿山甲原本是神的座椅，但因為身上的鱗片坐上去會癢而被拋棄。